# Хмільовський Віктор Мечиславович
Віктор Мечиславович Хмільовський (1 вересня 1946, Житомирщина) — український громадський діяч,                                                                                                                                                       президент Спілки орендарів і підприємців України,   Ініціатор створення у 2003 році та шеф-редактор журналу «Роботодавець».                                                                                                                                                                                                                                                                   Кандидат сільськогосподарських наук. Заслужений економіст України.
Член-кореспондент Міжнародної кадрової академії.
Має ІІІ ранг державного службовця.
Член Національної спілки журналістів.

## Біографія

### Освіта
- 1963 — закінчив Малинський лісотехнікум,
- 1973 — закінчив Українську сільськогосподарську академію (Київ),
- 1973 — закінчив факультет міжнародних відносин Університету марксизму-ленінізму (Київ),
- 1982 -   закінчив Інститут журналістської майстерності (Київ).
- 1977 -   закінчив Вищі курси керівного складу при Держкомпраці при Раді міністрів Радянського Союзу (Москва).
- 1983 -   закінчив економічну аспірантуру Українського НДІ агролісомеліорації,
- 1993 — закінчив Бізнес-школу Ноттінгемського університету (Велика Британія).

### Трудова діяльність
- 1964 — майстер лісозаготовок у Чернігівському військовому лісгоспі. Диспетчер-бухгалтер Білокоровичського лісгоспу (Житомирщина).
- Десятник лісосплаву, старший товарознавець Київської сплавконтори.
- Інженер тресту "Київспецлісзаг" з питань праці та техніки безпеки.
- Головний інженер Київського ліспромгоспу №1 (Ленінградська область).
- Старший інженер, головний спеціаліст, зав відділом НОП в лісовій галузі. зав. відділом трудових ресурсів Укрцентрлісоргпраця.
- Відповідальний секретар (керівник) редакції періодичного видання.
- Помічник Міністра лісової і деревобробної промисловості. УРСР.
- Директор Берегометського лісокомбінату (Чернівецька область).
- Старший науковий співробітник УкрНДЕІ при Держплані УРСР.
- Перший віце-президент, генеральний директор, президент Спілки орендарів і підприємців України.
- Почесний президент Асоціації роботодавців торгівлі та комерційної сфери економіки України.
- Керівник Секретаріату Оргкомітету Міжвідомчої ради з підготовки щорічних зборів директорів Європейського банку реконструкції та розвитку.
- Шеф-редактор журналу "РоботодавецЬ"

### Громадська та наукова діяльність
- 1990 — виконавчий директор оргкомітету зі створення одного з перших в Україні громадського об'єднання підприємців — Спілки орендаторів і підприємців України,  генеральний директор_перший віце-президент, а з 1994 рок - президент.
- 1991 -   заступник Голови Ради підприємців та товаровиробників при Президенті України.
- 1991 -   співголова Української конфедерації підприємництва.
- 1992 -   віце-президент Українського союзу промисловців та підприємців.
- 1993 -   заступник Голови Всеукраїнського об"єднання підприємців.
- 1993 -   член Економічної ради при Голові ВРУ.
- 1993 -   заступник керівника сторони роботодавців у Національній раді соціального партнерства при Президенті України.
- 1994 -   Голова Республіканського координаційного комітету сприяння зайнятості населення.
- 1996 -   ініціатор створення та почесний президент Асоціації роботодавців торгівлі та комерційної сфери економіки України,
- 1998 -   ініціатор створення та заступник голови ради Конфедерації роботодавців України, ліквідованої у 2003 році..
- 2000 -   координатор Національного клубу лідерів громадських об"єднань підприємців.
- 2000 -   Радник прем'єр-міністра України.
- 2003 -   член сторони роботодавців у складі Національної тристоронньої соціально-економічної ради.
- член Ради підприємців при  Кабінеті Міністрів України, Координаційної ради з питань розвитку малого та середнього підприємництва та Регіональної ради підприємців при КМДА, член Громадської колегії при Держкомпідприємництва та при ДПАУ, низки громадських рад при ЦОВВ та ГУ ДПСУ у м. Києві, Громадської ради при Комітеті ВРУ з питань соціальної політики та захисту прав інвалідів тощо,
- Особисто брав участь в опрацюванні:                                                                                                                                                                                                                                                законів України «Про підприємництво», «Про власність», «Про патентування деяких видів підприємницької діяльності», "Про оренду державного та комунального майна", "Про ліцензування", "Про внесення змін та доповнень до Декрету Кабінету міністрів "Про оподаткування доходів фізичних осіб":                                                      4 роки очолював робочу групу з підготовки проекту Закону України "Про загальнодержавний фонд обов"язкового соціального страхування на випадок безробіття", Податкового кодексу України; Указів Президента України  тощо.
- член Національної комісії з питань заборгованості заробітної плати.
- Ініціював  подання Президента України Леоніда Кучми до Конституційного суду України щодо неконституційності Закону України "Про організації роботодавців"
- підписант низки Генеральних угод з урядом та профспілками та Галузевої угоди в галузі торгівлі.
- представляв інтереси України у складі делегацій Голови ВРУ в Німеччині, окремо в головному офісі ЄБРР в Лондоні та на міжнародних заходах МОП в Женеві та Лісабоні.
- Має 2 авторські свідоцтва на винаходи та понад 50 наукових робіт та публікацій, у тому числі й з питань економіки.

## Відзнаки
- Почесна грамота та Подяки Кабінету Міністрів України,
- Заслужений економіст України.
- Почесні відзнаки Міністерства соціальної політики та КМДА.
- Орден «За трудові досягнення» IV ст.
- Орден Преподобного Нестора Літописця ІІІ ст.
- Ім'я В. М. Хмільовського занесено до «Золотої книги ділової еліти України».
- Номінант рейтингу "Золота фортуна"